# Umetnostnozgodovinski muzej, Dunaj
Umetnostnozgodovinski muzej (Kunsthistorisches Museum), ki ga pogosto imenujejo tudi Muzej likovnih umetnosti) je muzej na Dunaju v Avstriji. Je v razkošni palačni stavbi na Ringstraße, okronani z osmerokotno kupolo. Izraz Kunsthistorisches Museum velja tako za institucijo kot za glavno stavbo. Je največji umetniški muzej v državi in eden najpomembnejših muzejev na svetu.
Odprl ga je okoli leta 1891 hkrati z Naravoslovnim muzejem na Dunaju (Naturhistorisches Museum Wien) cesar Franc Jožef I. Oba muzeja imata podobno zunanjost in stojita eden nasproti drugega čez Maria-Theresien-Platz. Obe stavbi sta bili zgrajeni med letoma 1871 in 1891 po načrtih, ki sta jih pripravila Gottfried Semper in baron Karl von Hasenauer. Cesar je naročil izgradnjo dveh muzejev na dunajskem Ringu (Ringstraße), da bi našel primerno zavetišče za mogočno umetniško zbirko Habsburžanov in omogočil dostop širši javnosti. Stavbi sta pravokotne oblike, na vrhu imata kupolo, visoko 60 metrov. Fasada je bila zgrajena iz peščenjaka. Notranjost muzejev je razkošno okrašena z marmorjem, štukaturnimi okraski, pozlačenimi listi in slikami. Stopnišče Kunsthistorisches Museuma je opremljeno s slikami Gustava Klimta, Ernsta Klimta, Franza Matscha, Hansa Makarta in Mihályja Munkácsyja.

## Zbirke

### Galerija slik
Osnovne zbirke muzeja so Habsburžanov, zlasti zbirke portretov in oklepov Ferdinanda Tirolskega, zbirke cesarja Rudolfa II. (katerega največji del je raztresen) in zbirke slik nadvojvode Leopolda Wilhelma, od katerih so bile njegove italijanske slike prvič dokumentirane v gledališču Theatrum Pictorium.
Pomembna dela v galeriji slik so:
- Jan van Eyck: Portret kardinala Niccolòa Albergatija (približno 1431)
- Antonello da Messina: oltarna slika San Cassiano (1475–1476)
- Rafael:
  - Belvederska Madona (1506)
  - Sveta Margareta in Zmaj (1518)
- Albrecht Dürer:
  -  Pohlep tudi Alegorija skoposti, (1507)
  - Čaščenje svete Trojice (1511)
- Tizian:
  - Bravo (1516–17)
  - Portret Isabelle d'Este (1534–36)
- Lorenzo Lotto: Madona in otrok s sveto Katarino in sv. Jakobom (c.1527)
- Tintoretto: Suzana in starca (1555–56)
- Pieter Bruegel starejši:
  - Boj med Pustom in Postom (1559)
  - Otroške igre (1560)
  - Babilonski stolp (1563)
  - Povorka na Kalvarijo (1564)
  - Mračen dan (februar - marec) (1565)
  - Vrnitev črede (oktober - november) (1565)
  - Povratek lovcev (december - januar) (1565)
  - Kmet in ropar gnezd, 1568
  - Kmečka poroka (1568/69)
  - Poročni ples (1568/69)
- Giuseppe Arcimboldo:
  - Štirje letni časi
    - Poletje (1563)
- Caravaggio:
  - Kronanje s trnjem (c. 1602–04)
  - Madona rožnega venca (1606–07)
  - David z Goljatovo glavo
- Peter Paul Rubens:
  - Čudeži svetega Frančiška Ksaverija
  - Angelica in puščavnik (1626–28)
  - Ildefonsov oltar (1630–32)
  - Avtoportret (1638–39)
  - Krzno (1638)
- Rembrandt: Avtoportret (1652)
- Johannes Vermeer: Umetnost slikanja (1665–66)
- Diego Velázquez: Več portretov španske kraljeve družine, veje Habsburžanov, poslanih na Dunaj.
- Thomas Gainsborough: Pokrajina v Suffolku (1748)

Zbirke:
- Egipčanska in bližnjevzhodna zbirka
- Zbirka grških in rimskih starin
- Zbirka kiparskih in dekorativnih umetnosti
- Omara za kovance
- Knjižnica

### Hofburg
- Muzej Efeza
- Zbirka starodavnih glasbenih inštrumentov
- Zbirka orožja in oklepov
- Arhiv
- posvetna in cerkvena zakladnica (v Schweizerhofu)

### Druge
- Muzej kočij in dvornih uniform (v palači Schönbrunn)
- Zbirke gradu Ambras (v Innsbrucku)
- Avstrijski gledališki muzej v Palais Lobkowitz

Pridruženi so tudi:
- Muzej etnologije v Neue Burg (podružnica leta 2001);
- Lipicanski muzej v mestu Stallburg

## Dogodki
Eden najpomembnejših predmetov muzeja, skulptura Cellinijeva solnica,  Benvenuta Cellinija, je bila ukradena 11. maja 2003 in vrnjena 21. januarja 2006 v škatli, pokopani v gozdu blizu mesta Zwettl v Avstriji. Prikazali so jo v epizodi Muzejske skrivnosti na History Channel. To je bila največja umetniška tatvina v avstrijski zgodovini.
Muzej je predmet dokumentarnega filma Johannes Holzhausena Veliki muzej (2014), ki je bil posnet v obdobju dveh let do ponovnega odprtja na novo prenovljenih in razširjenih sob Kunstkammer leta 2013.
Od oktobra 2018 do januarja 2019 je bila prikazana največja razstava del Pieterja Bruegela starejšega na svetu z naslovom Bruegel - Enkrat v življenju.

## Galerija
- Johannes Vermeer, Umetnost slikanja
- Povratek lovcev,  Pieter Bruegel starejši
- Caravaggio Kronanje s trnjem
- Cellinijeva solnica
- Pieter Bruegel starejši, Kmečka poroka
- Portret Isabelle d'Este, Tizian
- Ena od galerij
- Kupola muzeja
- Kip Tutmozisa III.
- Kupid tat medu, risba Albrechta Dürerja
- Kip pred muzejem
- Čajna skodelica kralja Vladislava IV. Poljskega